# Scodovacca
Scodovacca (Scodovacje in friulano standard, Scodovacja in friulano centro-orientale) è una piccola frazione del comune di Cervignano del Friuli, già comune autonomo fino al 1928.

## Storia
Piccolo paese agricolo ad insediamento sparso, dove si possono ammirare diverse ville interessanti; all'interno di un ampio parco si trova villa Chiozza risalente alla seconda metà del XIX secolo, in cui prese parte alle ricerche anche il celeberrimo scienziato francese Louis Pasteur. Nel Borgo Gortani è la villa De Obizzi degli inizi del XVIII secolo. Un altro edificio importante del paese è la chiesa di San Marco Evangelista, costruita tra il 1829 e il 1830. In seguito a vari ritrovamenti si è potuti risalire all'origine romana dell'insediamento. Scodovacca è attraversata da vari corsi d'acqua, dei quali si citano il fiume Turisella, la roggia del Muro Gemini e il fiume Pulsin.